# Stöllsjön
Stöllsjön är en sjö i Torsby kommun i Värmland och ingår i Göta älvs huvudavrinningsområde. Sjön är 12 meter djup, har en yta på 1,08 kvadratkilometer och befinner sig 326,2 meter över havet. Vid provfiske har abborre, gädda och sik fångats i sjön.

## Delavrinningsområde
Stöllsjön ingår i det delavrinningsområde (670083-136675) som SMHI kallar för Utloppet av Stöllsjön. Medelhöjden är 350 meter över havet och ytan är 8,21 kvadratkilometer. Det finns inga avrinningsområden uppströms utan avrinningsområdet är högsta punkten. Vattendraget som avvattnar avrinningsområdet har biflödesordning 4, vilket innebär att vattnet flödar genom totalt 4 vattendrag innan det når havet efter 399 kilometer. Avrinningsområdet består mestadels av skog (56 procent) och sankmarker (19 procent). Avrinningsområdet har 1,08 kvadratkilometer vattenytor vilket ger det en sjöprocent på 13,1 procent.